# Théoneste Bagosora

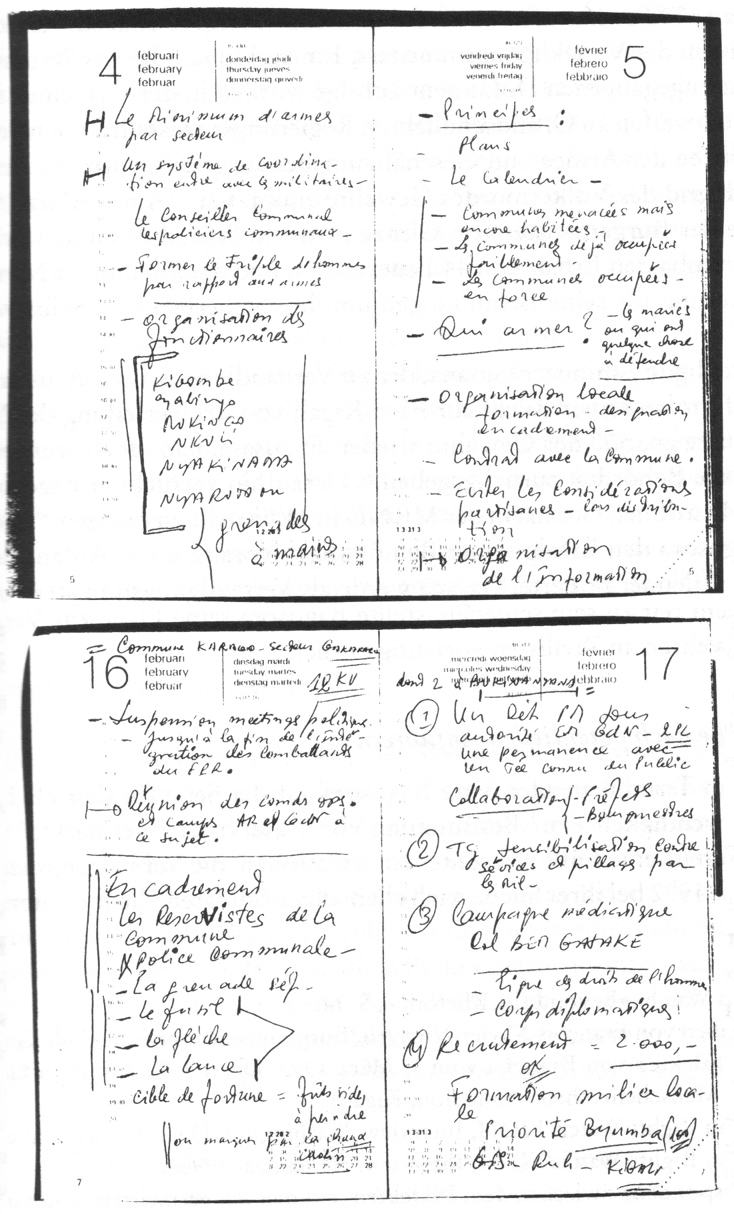
Pàgines de l'agenda de Théoneste Bagosora en febrer de 1992 mostrant els elements del programa d'«autodefensa civil».

Théoneste Bagosora   (Gisenyi, 16 d'agost de 1941 - Bamako, 25 de setembre de 2021) va ser un coronel de Ruanda. Era conegut pel seu paper en el Genocidi de Ruanda de 1994, pel qual va ser condemnat a cadena perpètua el 2008 pel Tribunal Penal Internacional per a Ruanda. Bagosora va ser director de gabinet en el Ministeri de Defensa de Ruanda durant la massacre. La sentència fou reduïda a 35 anys de presó després d'una apel·lació.

## Història i carrera
Bagosora va néixer a la prefectura de Gisenyi, d'ètnia hutu. El 1964 es va graduar en la École des officiers, a Kigali, obtenint el rang de subtinent. Després va continuar els seus estudis en França. Va servir com a segon al comandament de la École supérieure militaire de Kigali i com a comandant del campament militar Kanombe.
Va ser nomenat per al càrrec de director de gabinet en del Ministeri de Defensa de Ruanda al juny de 1992 i, malgrat la seva retirada oficial de l'exèrcit el 23 de setembre de 1993, va mantenir la seva cartera ministerial fins que va fugir del país al juliol de 1994.

### Paper en el genocidi
Bagosora va néixer a la mateixa regió que Juvénal Habyarimana, el president de Ruanda entre 1973 i 1994. Estava vinculat amb el ‘Clan de Madame’, conegut més tard com akazu, un grup associat a Agathe Habyarimana, la dona del president, de la qual es rumorejava que era una extremista hutu relacionada amb poderosos membres de la societat. Va desplegar un desig de poder que va arribar a coneixement dels extremistes.
Encara que va estar present en les negociacions dels protocols d'Arusha a l'agost de 1993 mai els va recolzar, i s'afirma que va dir, una vegada que es van signar, que tornava a Ruanda per preparar-se per a l'apocalipsi. Luc Marshal, un coronel belga que ocupava el càrrec de comandant del sector dirigit per Roméo Dallaire a Kigali, va manifestar que Bagosora li havia dit que l'única manera d'arreglar els problemes de Ruanda era desfer-se dels tutsis.
Bagosora va ser el responsable de crear les unitats paramilitars d'"autodefensa" anomenades Interahamwe, que operaven en totes les comunes del país. Aquests grups havien d'actuar en cooperació amb la policia local, les milícies i les autoritats militars. Bagosora també va ser el responsable de distribuir-los armes i matxets arreu de Ruanda. Entre gener de 1993 i març de 1994, Rwanda va importar més de 500.000 matxets, el doble del nombre importat en anys anteriors. També es van començar a elaborar llistes negres en les quals s'identificava a persones com a enemics.
Al voltant de les 20:15 del 6 d'abril de 1994, el president Habyarimana es trobava volant de tornada a Kigali després d'una reunió quan el seu avió va ser derrocat per dos míssils disparats des de terra. L'avió es va estavellar sense que hi hagués supervivents. Encara que no existeixen evidències concloents sobre qui va ser el responsable de l'atac,se sospita que el coronel Bagosora i el grup dels akazu es trobaven al centre de la conspiració. El fet és que es van emetre les notícies de la mort del president i immediatament després van començar els assassinats.
Després de l'assassinat, el coronel Bagosora es va dedicar a buscar partidaris de la seva causa juntament amb el coronel Rwagafilita i van convocar una reunió del Comitè de Crisi. A aquesta reunió va ser convidat Roméo Dallaire, comandant de les tropes de les Nacions Unides, i es va trobar amb tots els líders de l'exèrcit ruandès. Dallaire va rebutjar la proposta de Bagosora, que consistia que els militars prenguessin el control de la situació política fins que poguessin traspassar els poders als polítics, i els va recordar que Ruanda encara tenia un govern encapçalat per la Primera Ministra Agathe Uwilingiyimana. Bagosora va respondre que Madame Agathe era incapaç de governar la nació. Poques hores després, Madame Agathe va ser assassinada juntament amb el seu marit per membres de la Guàrdia Presidencial i de l'exèrcit. Després de l'intent fallit de Bagosora de constituir un govern militar, el grup va prosseguir mitjançant l'elecció d'un govern provisional. Es tractava d'un govern multipartit, però tots els seus membres procedien de posicions extremes dins dels seus respectius partits polítics.
La massacre va començar llavors arreu del territori ruandès. Molts tutsis prominents i hutus moderats van ser assassinats al poc temps, pel que sembla per haver figurat els seus noms en les llistes negres. La Radio Télévision Libre des Mille Collines va començar a emetre incitacions a l'assassinat. Els camions van començar a arribar per recollir munts de cossos sense vida. Durant el matí del 7 d'abril, deu soldats de pau belgues que havien estat protegint a la Primera Ministra van ser testimonis de com tropes del govern assetjaven la seva residència, els desarmaven i els portaven al campament Kigali, a aproximadament 200 metres d'on el coronel Bagosora mantenia una reunió amb oficials militars. Els soldats de pau van ser assassinats per personal militar després de diverses hores. Durant el seu testimoniatge, el coronel Bagosora va admetre haver estat present al moment en què s'executaven els assassinats, encara que va al·legar que no podia fer res per detenir-los. La mort dels deu soldats va desencadenar la retirada de les forces de pau de l'ONU del territori de Ruanda, eliminant qualsevol obstacle per a la massacre posterior.
Probablement mai se sabrà quants morts va provocar. Es calculen entre 800.000 i 1.000.000. Si van ser 800.000 equivaldrien a l'11 per cent del total de la població, i les quatre cinquenes parts dels tutsis que vivien al país.
Bagosora va fugir al país veí, Zaire. Alimentats i protegits en els camps de refugiats dels Grans Llacs, i recolzats per milions de dòlars procedents de l'ajuda internacional, els líders hutus van ser capaços de mantenir reunions periòdiques i de reclutar nous membres. Amb la participació activa de Bagosora, van reconstruir les seves estructures militars amb l'objectiu d'eliminar la població tutsi.

### Judici en el Tribunal Penal Internacional per a Rwanda
El Tribunal Penal Internacional per a Ruanda, amb seu a Tanzània, va ser creat per l'ONU el 1997 per processar als responsables del genocidi.
Bagosora es va traslladar més tard a Camerun juntament amb altres líders hutus. Va ser en aquest país on va ser detingut juntament amb André Ntagerura. El 1997 va comparèixer per primera vegada davant el Tribunal Penal Internacional per a Ruanda (TPIR) a Arusha, Tanzània, on va ser acusat de tretze càrrecs d'onze diferents crims internacionals, basant-se en les lleis contra el genocidi, crims contra la humanitat i crims de guerra. El judici, en el qual compareixien també altres tres importants caps militars acusats de còmplices en la conspiració, va començar el 2 d'abril de 2002.
Durant el judici es van oferir proves que el coronel, juntament amb els altres tres acusats, van ajudar a redactar un document el 1991 en el qual feien referència a l'ètnia tutsi com el "principal enemic". Aquest document va ser distribuït àmpliament per l'exèrcit. També van ser acusats de finançar els mitjans de comunicació que van escampar els missatges xenòfobs i de redactar la llista de víctimes. El judici va quedar vist per a sentència l'1 de juny de 2007, 5 anys després, i amb el coronel Bagosora mantenint encara la seva innocència.
El 18 de desembre de 2008, Bagosora va ser trobat culpable de genocidi i condemnat a cadena perpètua pel Tribunal Penal Internacional. La sentència va considerar al coronel i a dos altres oficials acusats, el major Aloys Ntabakuze i el coronel Anatole Nsengiyumva, culpables de genocidi, crims de lesa humanitat i crims de guerra, senentiando a Bagosora a cadena perpètua. La cort va resoldre que Theoneste Bagosora va lliurar armes i va ordenar a soldats d'ètnia hutu i a la temible milícia Interahamwe que matessin a membres de la comunitat tutsi i a hutus moderats. També va establir que Bagosora havia estat "la més alta autoritat en el Ministeri de Defensa de Rwanda, amb autoritat sobre l'exèrcit" en els dies posteriors a l'assassinat del president Habyarimana. La cort va considerar Bagosora culpable dels assassinats d'Agathe Uwilingiyimana, els deu soldats de pau belgues que la protegien, del president de la Cort Constitucional, Joseph Kavaruganda, i tres dels principals líders de l'oposició: Faustin Rucogoza, Frederic Nzamurambaho i Lando Ndasingwa. Addicionalment, el Tribunal va trobar Bagosora culpable d'orquestrar els assassinats massius de tutsis a Kigali i Gisenyi. Bagosora va ser absolt, no obstant això, dels càrrecs de conspiració per cometre genocidi.

## Curiositats
A la pel·lícula Shake Hands with the Devil (2007), una dramatització del llibre del militar camadenc Roméo Dallaire, aleshores comandant de la Missió d'Assistència de les Nacions Unides a Ruanda, Bagosora va ser protagonitzat per l'actor burundès Michel-Ange Nzojibwami.